# 崔海龍
崔海龍（簡体字：崔海龙　朝鮮語：최해룡　1928年9月-1996年4月19日）は中華人民共和国の軍人、文革大革命期間の吉林省および延辺朝鮮族自治州における政治指導者。中国朝鮮族。中国共産党第9次中央委員会候補、第10次中央委員。
「実権派」の追放後、治安維持に軍が動員されるなかで権力を握るが、文革終了とともに失脚、1985年に党籍剥奪。

## 略歴

### 文革前
1946年11月-48年5月、東北軍政大学第2期2隊学員。
1948年5月-50年8月、東北独立3団1営3連政治指導員。
1950年8月-52年7月、朝鮮人民軍33団政治部民青委員長、政治大隊長。
1952年7月-12月、吉林省安図県武装部政治助理員。
1952年12月-54年8月、吉林省安図県人民武装部部長。
1954年8月-57年6月、吉林省安図県兵役局副政治委員。
1957年6月-58年4月、吉林省延吉県兵役局副政治委員。
1958年4月-61年、吉林省延辺軍分区司令部動員科科長。
1961年-67年、吉林省琿春県人民武装部副政治委員、政治委員。

### 文革期間
1967年-68年、吉林省延辺軍分区副政治委員。
1967年3月11日、延辺朝鮮族自治州軍事管制委員会の成立とともに副主任となる。
1968年-70年4月、吉林省延辺軍分区政治委員。
1968年6月24日、「延辺地区の朝鮮語問題について」談話。漢語からの借用語を肯定。
1968年12月27日、延辺自治州整党建党指導小組が成立し副組長に就任。
1969年4月、中国共産党第9次全国委員会に出席し中共中央候補委員に当選。
1970年4月-1971年3月、吉林省延辺軍分区政治委員、吉林省延辺朝鮮族自治州革委会核心小組副組長。
1971年3月-73年12月、吉林省延辺軍分区政治委員、中共延辺朝鮮族自治州委書記。
1973年12月-75年12月、吉林省軍区政治委員兼延辺軍分区政治委員、中共延辺朝鮮族自治州委書記。
1975年1月、第4次全国人大常委会委員に選出。
1975年12月-78年11月、中国人民解放軍吉林省軍区政治委員兼延辺軍分区政治委員。

### 文革後
1978年11月、一切の職務から解除。
1985年2月、党籍剥奪。
1986年9月、軍では副師の待遇となる。
1996年4月19日、長春で死去。